# Billet de 100 francs bleu (1882)
Pour les articles homonymes, voir 100 francs.
Recto
Verso
Chronologie
100 francs bleu 100 francs bleu et rose
Le 100 francs 1882 est un billet de banque en francs français créé le 2 janvier 1882 par la Banque de France et mis en circulation le 10 juillet 1882 en remplacement du 100 francs bleu. Il sera suivi du 100 francs bleu et rose.

## Historique
Cette coupure appartient à la série des « billets bleus » fabriqués depuis 1862.
Le 12 octobre 1876, le gouvernement de la Banque, inquiété par l’apparition de nouvelles contrefaçons de billets de 100 francs, émet l’idée d’étudier une nouvelle vignette. Afin de décourager les faussaires, il est décidé de placer deux filigranes à tête humaines au lieu d'un dans la trame du papier.
En 1887, l'Institut commande une nouvelle trame dite de sécurité pour le type 1888.
Le début de son retrait de circulation intervient le 4 mars 1889. Il fut définitivement privé de son cours légal le 2 janvier 1923.

## Description
Le billet a été dessiné par le peintre Paul Baudry (son nom apparaît au recto en bas à gauche et au verso en haut sous les branches de l'arbre) et gravé par Jules Robert.
Le recto représente deux femmes assises figurant l'Industrie et le Commerce encadrées par deux vasques respectivement intitulées Navigation et Agriculture, lesquelles sont surmontées des espaces filigranés.
Le verso montre au centre un couple de femmes figurant comme l'indique la légende « la Sagesse [qui] fixe la Fortune », encadrés par deux colonnes puis deux angelots arborant des ancres marines.
Les filigranes, dessinés par Jules-Clément Chaplain, situés dans la partie supérieure, représentent chacun une tête mythologique (Mercure et Cérès), l’une en filigrane clair, l’autre en filigrane ombré.
Son format est de 180 mm × 112 mm.